# Latrodectus hesperus
Latrodectus hesperus är en spindelart som beskrevs av Chamberlin och Ivie 1935. Latrodectus hesperus ingår i släktet änkespindlar, och familjen klotspindlar. Inga underarter finns listade i Catalogue of Life.